# Tanquizul
Tanquizul är en ort i Mexiko.   Den ligger i kommunen Aquismón och delstaten San Luis Potosí, i den centrala delen av landet, 250 km norr om huvudstaden Mexico City. Tanquizul ligger 662 meter över havet och antalet invånare är 275.
Terrängen runt Tanquizul är lite bergig. Runt Tanquizul är det ganska glesbefolkat, med 48 invånare per kvadratkilometer. Närmaste större samhälle är Tanute, 9,7 km öster om Tanquizul. I omgivningarna runt Tanquizul växer i huvudsak städsegrön lövskog.